# Lisa Batiašviliová
Elisabeth „Lisa“ Batiašviliová (gruzínsky ელისაბედ ბათიაშვილი, * 7. března 1979 Tbilisi) je gruzínská houslistka.
Je dcerou houslisty Tamaze Batiašviliho a hudbě se věnuje od čtyř let. Od dvanácti žije v Německu, kde vystudovala Hochschule für Musik und Theater Hamburg, jejími učiteli byli Mark Lubotsky a Ana Chumachenco. V roce 1995 skončila druhá v Sibeliově soutěži v Helsinkách. V roce 1999 byla zařazena do programu BBC New Generation Artists.
Magnus Lindberg pro ni složil houslový koncert, který měl světovou premiéru v roce 2006 v newyorské David Geffen Hall. Hrála také skladby Giji Kančeliho, Arvo Pärta, Johanna Sebastiana Bacha, Benjamina Brittena a Bedřicha Smetany.
Získala Cenu Leonarda Bernsteina na Šlesvicko-holštýnském hudebním festivalu v roce 2003 a dvakrát cenu Echo Klassik (2008 a 2011). Byla rezidentkou v Newyorské filharmonii a v Accademia Nazionale di Santa Cecilia. Hraje na housle Giuseppe Guarneriho z roku 1739, zapůjčené ze soukromé sbírky.
Jejím manželem je francouzský hobojista François Leleux, s nímž má syna a dceru. Aby se mohla věnovat rodině, omezila vystupování na zhruba padesát koncertů za rok. Svůj občanský postoj projevila roku 2014 účinkováním v Rekviem pro Ukrajinu, které složil Igor Loboda. V roce 2018 byla sólistkou na koncertu k udělování Nobelových cen.

## Diskografie
- 2001 Works For Violin & Piano
- 2007 European Concert from Berlin
- 2007 Sibelius / Lindberg
- 2008 Mozart
- 2009 Beethoven / Tsintsadze
- 2011 Echoes of Time
- 2013 Brahms & Clara Schumann
- 2013 Tchaikovsky: Pathétique
- 2014 Bach
- 2016 Tchaikovsky / Sibelius
- 2016 Waldbühne – Czech Night
- 2018 Visions of Prokofiev